# آلینا نستاسه
آلینا نستاسه (انگلیسی: Alina Nastase؛ زادهٔ ۱۹ مارس ۱۹۹۰) بازیگر، مدل و تولید کننده اهل رومانی است.